# مكتبة بريستول المركزية
مكتبة بريستول المركزية هي مبنى تاريخي على الجانب الجنوبي من كلية جرين، برستل، إنجلترا.
بُنيت بواسطة المهندس المعماري تشارلز هولدن في عام 1906، وكان تصميمه مؤثرًا في تطوير هندسة الأسلوب الإدواردي الحر.  في وقت لاحق، استمر هولدن في بناء الجناح التذكاري لإدوارد السابع التابع لمستشفى برستل الملكي،  مما أعطى برستل اثنين من أكثر المباني الإدواردية شهرة.  تم تصنيف المكتبة من قبل لجنة المباني والآثار التاريخية في إنجلترا باعتبارها مبنى مدرج من الدرجة الأولى. 